# Delray Beach International Tennis Championships 2006 - Qualificazioni singolare
Le qualificazioni del singolare  del Delray Beach International Tennis Championships 2006 sono state un torneo di tennis preliminare per accedere alla fase finale della manifestazione. I vincitori dell'ultimo turno sono entrati di diritto nel tabellone principale. In caso di ritiro di uno o più giocatori aventi diritto a questi sono subentrati i lucky loser, ossia i giocatori che hanno perso nell'ultimo turno ma che avevano una classifica più alta rispetto agli altri partecipanti che avevano comunque perso nel turno finale.
Le qualificazioni del torneo Delray Beach International Tennis Championships 2006 prevedevano 32 partecipanti di cui 4 sono entrati nel tabellone principale.

## Teste di serie
1. Thiago Alves (primo turno)
2. Jeff Morrison (secondo turno)
3. Brian Vahaly (secondo turno)
4. Amer Delić (secondo turno)

1. Rajeev Ram (primo turno)
2. Alex Bogomolov Jr. (ultimo turno)
3. Adrian Ungur (secondo turno)
4. Ivo Heuberger (secondo turno)

## Qualificati
1. Jeff Salzenstein
2. Bjorn Rehnquist

1. Robert Kendrick
2. Todd Widom

## Tabellone

### Legenda
| - Q = Qualificato - WC = Wild card - LL = Lucky loser | - ALT = Alternate - SE = Special Exempt - PR = Protected Ranking | - w/o = Walkover - r = Ritirato - d = Squalificato |

### Sezione 1
|  | Primo turno      | Primo turno       | Primo turno      | Primo turno | Primo turno |  |  | Secondo turno     | Secondo turno     | Secondo turno     | Secondo turno    | Secondo turno    |   |   | Ultimo turno | Ultimo turno | Ultimo turno | Ultimo turno | Ultimo turno |  |
|  |                  |                   |                  |             |             |  |  |                   |                   |                   |                  |                  |   |   |              |              |              |              |              |  |
|  |                  | Henry Adjei-Darko | 4                | 6           | 6           |  |  |                   |                   |                   |                  |                  |   |   |              |              |              |              |              |  |
|  | 1                | Thiago Alves      | 6                | 4           | 4           |  |  | Henry Adjei-Darko | Henry Adjei-Darko | Henry Adjei-Darko | 1                | 4                |   |   |              |              |              |              |              |  |
|  | Eric Nunez       | Eric Nunez        | Eric Nunez       | 7           | 6           |  |  | Eric Nunez        | Eric Nunez        | Eric Nunez        | 6                | 6                |   |   |              |              |              |              |              |  |
|  | Iván Miranda     | Iván Miranda      | Iván Miranda     | 65          | 2           |  |  |                   |                   |                   |                  |                  |   |   | Eric Nunez   | Eric Nunez   | Eric Nunez   | 3            | 4            |  |
|  | Jeff Salzenstein | Jeff Salzenstein  | Jeff Salzenstein | 6           | 6           |  |  |                   |                   | Jeff Salzenstein  | Jeff Salzenstein | Jeff Salzenstein | 6 | 6 |              |              |              |              |              |  |
|  | Alex Clayton     | Alex Clayton      | Alex Clayton     | 4           | 4           |  |  |                   | Jeff Salzenstein  | 7                 | 1                | 6                |   |   |              |              |              |              |              |  |
|  | 8                | Ivo Heuberger     | 6                | 4           | 6           |  |  | 8                 | Ivo Heuberger     | 68                | 6                | 3                |   |   |              |              |              |              |              |  |
|  |                  | Benedikt Dorsch   | 2                | 6           | 4           |  |  |                   |                   |                   |                  |                  |   |   |              |              |              |              |              |  |

### Sezione 2
|  | Primo turno     | Primo turno        | Primo turno        | Primo turno | Primo turno |  |  | Secondo turno | Secondo turno      | Secondo turno      | Secondo turno      | Secondo turno      |   |    | Ultimo turno | Ultimo turno    | Ultimo turno    | Ultimo turno | Ultimo turno |  |
|  |                 |                    |                    |             |             |  |  |               |                    |                    |                    |                    |   |    |              |                 |                 |              |              |  |
|  | 2               | Jeff Morrison      | Jeff Morrison      | 6           | 7           |  |  |               |                    |                    |                    |                    |   |    |              |                 |                 |              |              |  |
|  |                 | Attila Bucko       | Attila Bucko       | 1           | 5           |  |  | 2             | Jeff Morrison      | Jeff Morrison      | 0                  | 4                  |   |    |              |                 |                 |              |              |  |
|  | Bjorn Rehnquist | Bjorn Rehnquist    | 2                  | 6           | 6           |  |  |               | Bjorn Rehnquist    | Bjorn Rehnquist    | 6                  | 6                  |   |    |              |                 |                 |              |              |  |
|  | Scott Oudsema   | Scott Oudsema      | 6                  | 3           | 2           |  |  |               |                    |                    |                    |                    |   |    |              | Bjorn Rehnquist | Bjorn Rehnquist | 6            | 7            |  |
|  | Ti Chen         | Ti Chen            | 6                  | 3           | 6           |  |  |               |                    | 6                  | Alex Bogomolov Jr. | Alex Bogomolov Jr. | 3 | 65 |              |                 |                 |              |              |  |
|  | Jeremy Wurtzman | Jeremy Wurtzman    | 3                  | 6           | 3           |  |  |               | Ti Chen            | Ti Chen            | 6(0)               | 3                  |   |    |              |                 |                 |              |              |  |
|  | 6               | Alex Bogomolov Jr. | Alex Bogomolov Jr. | 6           | 6           |  |  | 6             | Alex Bogomolov Jr. | Alex Bogomolov Jr. | 7                  | 6                  |   |    |              |                 |                 |              |              |  |
|  |                 | Frederik Nielsen   | Frederik Nielsen   | 3           | 2           |  |  |               |                    |                    |                    |                    |   |    |              |                 |                 |              |              |  |

### Sezione 3
|  | Primo turno       | Primo turno       | Primo turno       | Primo turno | Primo turno |  |  | Secondo turno | Secondo turno     | Secondo turno     | Secondo turno     | Secondo turno   |   |   | Ultimo turno      | Ultimo turno      | Ultimo turno      | Ultimo turno | Ultimo turno |  |
|  |                   |                   |                   |             |             |  |  |               |                   |                   |                   |                 |   |   |                   |                   |                   |              |              |  |
|  | 3                 | Brian Vahaly      | 6                 | 64          | 7           |  |  |               |                   |                   |                   |                 |   |   |                   |                   |                   |              |              |  |
|  |                   | Phillip Simmonds  | 1                 | 7           | 63          |  |  | 3             | Brian Vahaly      | Brian Vahaly      | Brian Vahaly      | 1r              |   |   |                   |                   |                   |              |              |  |
|  | Jean-Julien Rojer | Jean-Julien Rojer | Jean-Julien Rojer | 6           | 6           |  |  |               | Jean-Julien Rojer | Jean-Julien Rojer | Jean-Julien Rojer | 5               |   |   |                   |                   |                   |              |              |  |
|  | José de Armas     | José de Armas     | José de Armas     | 3           | 3           |  |  |               |                   |                   |                   |                 |   |   | Jean-Julien Rojer | Jean-Julien Rojer | Jean-Julien Rojer | 1            | 2            |  |
|  | Robert Kendrick   | Robert Kendrick   | Robert Kendrick   | 6           | 7           |  |  |               |                   | Robert Kendrick   | Robert Kendrick   | Robert Kendrick | 6 | 6 |                   |                   |                   |              |              |  |
|  | Michael Yani      | Michael Yani      | Michael Yani      | 2           | 5           |  |  |               | Robert Kendrick   | Robert Kendrick   | 6                 | 6               |   |   |                   |                   |                   |              |              |  |
|  | 7                 | Adrian Ungur      | 7                 | 1           | 7           |  |  | 7             | Adrian Ungur      | Adrian Ungur      | 4                 | 2               |   |   |                   |                   |                   |              |              |  |
|  |                   | Yohny Romero      | 62                | 6           | 6           |  |  |               |                   |                   |                   |                 |   |   |                   |                   |                   |              |              |  |

### Sezione 4
|  | Primo turno     | Primo turno     | Primo turno   | Primo turno | Primo turno |  |  | Secondo turno | Secondo turno | Secondo turno | Secondo turno | Secondo turno |            |   | Ultimo turno | Ultimo turno | Ultimo turno | Ultimo turno | Ultimo turno |  |
|  |                 |                 |               |             |             |  |  |               |               |               |               |               |            |   |              |              |              |              |              |  |
|  | 4               | Amer Delić      | Amer Delić    | 7           | 6           |  |  |               |               |               |               |               |            |   |              |              |              |              |              |  |
|  |                 | Lesley Joseph   | Lesley Joseph | 63          | 2           |  |  | 4             | Amer Delić    | 1             | 7             | 4             |            |   |              |              |              |              |              |  |
|  | Kyu-Tae Im      | Kyu-Tae Im      | 6             | 3           | 6           |  |  |               | Kyu-Tae Im    | 6             | 5             | 6             |            |   |              |              |              |              |              |  |
|  | Dominik Meffert | Dominik Meffert | 4             | 6           | 3           |  |  |               |               |               |               |               |            |   | Kyu-Tae Im   | Kyu-Tae Im   | Kyu-Tae Im   | Kyu-Tae Im   | 1r           |  |
|  | Horia Tecău     | Horia Tecău     | 64            | 6           | 7           |  |  |               |               | Todd Widom    | Todd Widom    | Todd Widom    | Todd Widom | 0 |              |              |              |              |              |  |
|  | Jesse Witten    | Jesse Witten    | 7             | 4           | 5           |  |  | Horia Tecău   | Horia Tecău   | Horia Tecău   | 4             | 2             |            |   |              |              |              |              |              |  |
|  |                 | Todd Widom      | 5             | 7           | 6           |  |  | Todd Widom    | Todd Widom    | Todd Widom    | 6             | 6             |            |   |              |              |              |              |              |  |
|  | 5               | Rajeev Ram      | 7             | 5           | 3           |  |  |               |               |               |               |               |            |   |              |              |              |              |              |  |